# Lebidia
Lebidia is een geslacht van kevers uit de familie van de loopkevers (Carabidae). De wetenschappelijke naam van het geslacht werd voor het eerst geldig gepubliceerd in 1862 door August Feodorovich Morawitz.

## Soorten
Het geslacht Lebidia omvat de volgende soorten:
- Lebidia bioculata A. Morawitz, 1863
- Lebidia dhankutani Kirschenhofer, 1994
- Lebidia formosana Kano, 1929
- Lebidia octocelis Andrewes, 1924
- Lebidia octoguttata A. Morawitz, 1862